# Дурное влияние (фильм)
«Дурное влия́ние» (англ. Bad Influence) — американский триллер режиссёра Кёртиса Хэнсона. Премьера фильма состоялась 9 марта 1990 года.

## Сюжет
Майкл, молодой слабохарактерный администратор, замечает в баре привлекательного мужчину, который вскоре исчезает. Той же ночью, Майкл встречает этого незнакомца на пирсе. Тот представляется Алексом, и оба они проводят время в нелегальном клубе. Под влиянием нового друга Майкл становится на скользкую тропу преступлений. Пытаясь выбраться из порочного круга, он навлекает на себя страшную месть опасного социопата.

## В ролях
- Роб Лоу — Алекс
- Джеймс Спэйдер — Майкл Болл
- Лиза Зейн — Клэр
- Кристиан Клименсон — Писмо Болл
- Кэтлин Уилхойт — Лэсли
- Тони Маджо — Пэттерсон
- Марсия Кросс — Рут Филдинг
- Розалин Лэндор — Бритт
- Санни Смит — официантка
- Пальмир Ли Тодд — голая женщина
- Дэвид Духовны — посетитель клуба

## Награды и номинации
- 1990 — Приз кинофестиваля Mystfest за лучший фильм — Кёртис Хэнсон
- 1990 — Номинация на приз кинофестиваля в Довиле — Кёртис Хэнсон

## Саундтрек
- «SPIRITUAL HEALING» в исполнении группы Toots
- «CORRUPTION» в исполнении Томаса Мапфумо
- «HE GOT WHAT HE WANTED» в исполнении Гэвина Фрайди и группы The Man Seezer
- «THE HIGHWAY» в исполнении группы The Nymphs
- «OUT OF THE RAIN» в исполнении Этты Джеймс
- «BIRD BOY» в исполнении Наны Васкончелос и группы The Bushdancers
- «ALMOST LIKE HEAVEN» в исполнении Скотта Коссу
- «ORANE» в исполнении группы Les Negresses Vertes
- «N’SEL FIK» в исполнении Чабы Фаделы
- «DOWNTOWN» в исполнении Ллойда Коула
- «WHO’S LAUGHING NOW» в исполнении группы Skinny Puppy